# 小毛兰
小毛兰（学名：Eria sinica）为兰科毛兰属下的一个种。其种加词sinica，意为“中华的”。